# Toradi
Toradi är en ort i Azerbajdzjan.   Den ligger i distriktet Astara Rayonu, i den södra delen av landet, 230 km sydväst om huvudstaden Baku. Toradi ligger 1 132 meter över havet och antalet invånare är 820.
Terrängen runt Toradi är varierad. Närmaste större samhälle är Bilyasar, 13,2 km nordost om Toradi. 
I omgivningarna runt Toradi växer i huvudsak blandskog. Runt Toradi är det ganska tätbefolkat, med 129 invånare per kvadratkilometer.